# Svetla modra spremenljivka
Svetla modra spremenljivka (kratica SMS, angleško Luminous Blue Variable (LBV)) ali spremenljivka vrste S Zlate ribe (SDOR) označuje razred spremenljivih zvezd, ki imajo maso od 60 do 150 Sončevih in imajo poleg tega spremenljivi izsev.
Te zvezde imajo med zvezdami največje mase. Lahko dosežejo zgornjo mejo za mase zvezd (Humphreys-Davidsonova meja), in kratek čas sevajo z izsevom, ki lahko doseže moč tudi 10 milijonov izsevov Sonca. Zaradi njihove visoke efektivne temperature površja imajo modrikast videz. Po navadi jih obdaja plinski oblak. Izvržejo velike količine svoje ovojnice in neredno pulzirajo. SMS se lahko spremenijo v spremenljivke vrste Wolf-Rayetovih zvezd in končajo v izbruhu supernove, ali v dosedaj domnevni eksploziji hipernove.

## Seznam SHS
Obstaja samo malo zgledov takšnih zvezd. Med njimi so:
- Eta Gredlja (η Car), za katero privzemajo, da bo čez naslednjih od 10.000 do 20.000 let eksplodirala,
- Pištolina zvezda, druga najsvetlejša znana zvezda v naši Galaksiji,
- LBV 1806-20, najsvetlejša in najmasivnejša zvezda v naši Galaksiji,
- P laboda (P Cyg),
- S Zlate ribe (S Dor),
- HD 269850=R127,
- HD 269006=R71,
- AG Gredlja (AG Car),
- Wray 17-96,
- AF Andromede (AF And),
- AE Andromede (AE And),
- HD 5980,
- Sanduleak -69° 202a, ne obstaja več - eksplodirala je kot SN 1987A.